# عبد الأمير الأعسم
عبد الأمير عبد المنعم محمد الأعسم (1940-2019) مؤرخ وفيلسوف عراقي.

## المسيرة المهنية
ولد بالكاظمية في بغداد، عام 1940، وأكمل دراسته الجامعية الأولية في جامعة بغداد ونال شهادة الماجستير من قسم الدراسات الفلسفية بجامعة الإسكندرية وحصل على شهادة الدكتوراه في الفلسفة من جامعة كامبريدج في بريطانيا عام 1972 تحت إشراف المستشرق الشهير (آرثر جون آربري) رئيس قسم الدراسات الشرقية في الجامعة المذكورة.
رجع إلى العراق، فـَـعُـيّـن مدرساً في قسم الفلسفة بكلية الآداب في جامعة بغداد في 22 أيلول 1972، بعدها رُقّـي إلى مرتبة أستاذ مساعد في 1976؛ ثم إلى أستاذ سنة 1982؛ فكانت سيرته الأكاديمية الأولى في جامعة بغداد التي منحته إجازة تفرغ علمي للسنة الأكاديمية 1977 – 1978 ليكون استاذا متفرغا في جامعتي كمبردج وأكسفورد، كما كان أستاذاً زائراً في جامعة باريس الرابعة – السوربون (ربيع 1978).في الأول من أيلول 1989 عين عميداً لكلية العلوم الإسلامية في جامعة الكوفة، التي بقي فيها سنتين، ثم عين عميداً لكلية الآداب في الجامعة نفسها في الأول من أيلول 1991، فاستمر فيها حتى 14 كانون أول 1994، عندما نقل إلى جامعة بغداد ليشغل منصب أستاذ تاريخ الفلسفة ومناهج البحث في كلية التربية / ابن رشد، وبقي فيها عامين حتى انتخب عميداً لقسم الدراسات الفلسفية في بيت الحكمة في 15 كانون أول 1996، فترأس قسم الدراسات الفلسفية على مدى سبع سنوات؛ لكنه ترك عمله بعد 21 آذار 2003، حاصلاً على إجازة طويلة (بدون راتب) خارج العراق، كأستاذ زائر (2003 – 2004) ثم أستاذ كرسي للفلسفة والمنظق بجامعة عدن (2004 –2006). قام عبد الأمير الأعسم في بيت الحكمة (1996 – 2003)  بنشر وتحرير العديد من الكتب الفلسفية، وقدّم لبعضها الآخر، وأصدر في بيت الحكمة مجلة دراسات فلسفية (صدرت على مدى 4 سنوات 1999 – 2002) بأربع مجلدات (=16 عدداً)، فكانت أوسع مجلة فلسفية تصدر في العراق. كما انه دعا ورأس المؤتمرات الفلسفية العربية في بيت الحكمة (الأول 2000، والثاني 2001، والثالث 2002، والرابع 2003)، كما عقد العديد من الندوات ما بين 1997 – 2002، وكذلك أسس الاتحاد الفلسفي العربي في بغداد في آذار 2001، فأنتخب رئيساً للاتحاد لمدة ثلاثة سنوات 2001 – 2004؛ وكذلك أسس جمعية العراق الفلسفية 1991 (فانتخب رئيسا لأربع دورات)1992، 1995، 1998، 2001 وتركها سنة 2003. كما انتخب نائبا لرئيس الجمعية الفلسفية العربية في عمان 1998، ونائبا لرئيس المجلس الأعلى للجمعيات العلمية في العراق لدورتين 1997 و 2000.
نشر أكثر من عشرين كتاباً (مؤلفاً ومحققاً) ما بين 1974 – 2003، كما راجع محرراً ومقدماً لخمس كتب مترجمة إلى العربية، وعشرة كتب أخرى نشرت بالعربية أصلا. كذلك نشر أكثر من مئة بحث (في المجلات والدوريات العربية والأجنبية)، وثلاثين مقالة (في الموسوعات)1995 – 2005. كذلك أشرف خلال سيرته الأكاديمية (1972-2003) في العراق على العديد من رسائل الماجستير وأطروحات الدكتوراه، كما اختير محكماً لدرجات الدكتوراه وما بعد الدكتوراه في جامعات بغداد والكوفة (1979 – 2002). وقد انتشر طلابه في الدراسات العليا في العراق والأردن وسوريا ولبنان والجزائر وتونس والسودان واليمن. لهذا السبب وغيره، وجد الأعسم تقديراً عالياً من زملائه في العالم العربي، علاوة على أنه نشر كتبه المطبوعة (1973 - 2019) في بغداد، بيروت وباريس وتونس والجزائر وعمان ودمشق والقاهرة. لذلك، نجده معروفا معروفاً بين المشتغلين بتاريخ الفلسفة من العرب.
فكر عبدالأميرالأعسم ُيظهره بجلاء في كتبه واحداً من المفكرين العرب المعاصرين الذين يدعون إلى إعادة كتابة تاريخ الفلسفة العربية، وإعادة قراءة النصوص الفلسفية العربية، واعادة تقويم الفلاسفة العرب، انطلاقا من حاجات العصر. وهذه المهمة تهدف، تبعاً له، إلى تأسيس فلسفة عربية معاصرة والتي يجب، برأيه، أن تكون بعيدة عن افتراضات المستشرقين (والمستعربين). ومن هنا قدم ابحاثا في الاستشراق الفلسفي وكيفية اعتماده كمرجعية لتأصيل الدرس الفلسفي لتسوية الاختلاف والائتلاف بين الموروث والوافد من جهة، وترصين العلاقة بين العقل العربي والعقل الأوروبي من جهة أخرى. كما انه نشر أبحاثا في ابن رشد بحسبانه نموذجا حيويا للفلسفة العربية، وتتمثل فيه من ناحية المنهج خصائص ومقومات بناء الفلسفة العربية المعاصرة.
بالإضافة إلى هذه المقولات المنهجية،  يصّرح الأعسم  بالتأويل العقلي، ويرفض فكرة النصوص المفسّرة، لأن ذلك يجعل من معاني الأشياء غير قادرة على خلق معرفة حقيقية تبعا لعملية التجريب الموضوعي  استنادا إلى الشرعية الواجبة للعقل. لذلك، هنا، يبدو أنه متأ ثرا بالفيلسوف الألماني كانْط. فقد بدت أثار كانْط على الأعسم عندما بدأ بتكوين منحاه النقدي للفكر الفلسفي العربي المعاصر. ومن ذلك انه  يؤكد في محاضراته على تأثير البرهان، بدلا من  أثر الجدل العقلي، على الفكر الفلسفي. ويفلسف الأول كشكل للحقيقة كما هي كائنة في الزمن الراهن؛ بينما الحالة الثانية كشكل للحقيقة كما يجب أن تكون. وفي الحالتين، الأعسم كتب إسهاماته في الفارابي ومنطقه، وابن رشد ومنطقه، فهناك اكتشف بان المنطق العربي لم يكن نسخة من المنطق الارسطوطاليسي، بل وجد اختلافاً في التناظر بين المنطق العربي والمنطق اليوناني، في المفاهيم والمصطلحات ونظرية التعريف.
وتمّيزت محاضرات الأعسم الجامعية بالعلاقة الشاملة للمعرفة في تاريخ الفلسفة (يونانية، وسيطة: إسلامية ومسيحية، وحديثة)؛ فعلاوة على محاضراته في تاريخ الفلسفة اليونانية، القى محاضرات مكرسة في أرسطوطاليس وبخاصة منطقه ومكانته في تاريخ الفلسفة العربية، ومن ذلك بحثه المهم في «أرسطوطاليس في بيت الحكمة العباسي» الذي أثبت فيه أن مؤلفات أرسطوطاليس كلها ترجمت في بغداد وفي بيت الحكمة العباسي. إضافة إلى ذلك، القى محاضرات في تاريخ الفلسفة العربية، واهتم بالقرن الرابع الهجري/العاشر الميلادي من خلال دراسته لأبي حيان التوحيدي باعتباره مؤرخا لفلاسفة عصره. كذلك حاضر في علم الكلام الإسلامي، وبخاصة الاعتزال والأشعرية والماتريدية وخلص إلى أن مواطن الاختلاف بين هذه المذاهب الكلامية انما صدرت  من الاجتهاد في التفسير وليس اجتهادا في التأويل، وعليه رأى أن الفلاسفة العرب ابتعدوا عن التفسير الكلامي ولجأوا إلى التأويل الفلسفي متبعين فلاسفة اليونان، حتى وان أظهروا تمسكا بعقيدة ما، فهم في الحقيقة يخالفون صلب العقيدة ولكنهم لم يكونوا يعلنون عن ذلك صراحة، بل كانوا يعلنون ولاءهم للفلسفة على حساب العقيدة بعد تطويعها للأفكار الفلسفية بشكل غير صريح. أما تاريخ الفلسفة الأوروبية (وسيطة وحديثة ومعاصرة)  فانه تناولها في محاضراته على نحو مقارن بانجازات الفلسفة العربية، ووجد أن الفلاسفة الأوروبيين كانوا في العصر الوسيط وعصر النهضة أكثر أمانة للتراث الفلسفي العربي من فلاسفة العصر الحديث الذين غابت عنهم مسألة الانبهار بالفلاسفة العرب، وأيضا، غاب عنهم الالتزام بارجاع أصول الأفكار إلى أصحابها من الفلاسفة العرب على نحو يثير الدهشة للمطلع على الترجمات اللاتينية (وحتى العبرية) للفلسفة العربية  التي كانت بين أيدي الفلاسفة الأوربيين في العصر الحديث.
أما أبحاثه، المنشورة حديثاً، فتبيّن أن آراءه في تطور الفكر الفلسفي العربي الحديث مقبولة، ولكنها مثيرة للجدل. فمن جهة أن بعض أحكامه النقدية للمناهج الفكرية العربية الحديثة  أثرت كثيراً في تلاميذه في الدراسات العليا فأنجزوا تبعا له رسائل وأطاريح توضح هذا التأثير. وفي الجهة الأخرى، أشاع في أبحاثه المتأخرة مناخا خاصا من العناية بالكيفية التي يجب أن تقود المشتغلين بالفلسفة إلى فلسفة عربية معاصرة، وبخاصة أن الأعسم اكتشف أن الفلاسفة العرب المعاصرين لم يقرأوا بعضهم على نحو دقيق، لأسباب كثيرة أبرزها عزلة الفلسفة في العالم العربي، وأن أغلب المشتغلين بها انما يصدرون عن ذاتية متعالية حتى صار بعضهم يعتقد جازما بأن التفلسف لايخرج الا منهم دون سواهم، وأن اجتهادات الآخرين  لغو لا قيمة له تبعا لقراءات مواقف الفلاسفة الأوربيين المعاصرين. ومن هنا، لم يجد الأعسم نفسه قارئا للفلاسفة العرب المعاصرين فحسب، بل انه تصدى لمجمل التيارات التي استحكمت في بطء نمو الفلسفة العربية المعاصرة.
وللأعسم آراء متناثرة في التاريخ والوعي بالتاريخ، والحداثة وما بعد الحداثة، وفي اتجاهات الفلسفة العربية المعاصرة وفي المشروع النهضوي العربي المعاصر، ومكانة الفلاسفة  العرب في سياق التيارات الفلسفية المعاصرة، وحاجة العربية إلى تحديث المصطلح الفلسفي، وغيرها من الآراء التي تناولها بالدرس والتحليل في افتتاحياته لأعداد مجلة دراسات فلسفية التي نشر فيها أبحاثه في ابن رشد وحاجة الفكر الفلسفي العربي إلى تحديث الرشدية العربية بعد إعادة قراءة ابن رشد اللاتيني والعبري. ومن آرائه في  الفلاسفة العرب: ان جابر بن حيان سبق الكندي في الدرس الفلسفي. وأن الكندي لم يعرف الترجمات اليونانية الكاملة بل عرف مضامين النصوص عن طريق المترجمين السريان. وان الفارابي هو أهم الفلاسفة العرب على الإطلاق لأن تاريخ الفلسفة العربية إلى عهودها المتأخرة مطبوعة بطابعه، وأن انتحال الفلسفة اليونانية المتأخرة تعدى إلى  الفارابي الذي نحل عليه «كتاب الجمع بين رأيي الحكبمبن أفلاطون وأرسطوطاليس»، وهو كتاب خطير كما يراه الأعسم، لأنه من الأعمال المنتحلة عند الأفلاطونيين المحدثين مثل فرفوريوس الصوري الذي انتقلت ترجمته المجهولة إلى العربية دون تمحيص وتدقيق، فنحل بعد ذلك على الفارابي الذي كان قد ألف كتاب «فلسفة أفلاطون» وكتابه الآخر «فلسفة أرسطوطاليس». وتأسيسا على هذا، فان أية مقارنة بين دقة الفارابي في هذين الكتابين الأخيرين يوضح أغلاط مؤرخي الفارابي من القدماء ودارسيه من المحدثين في نسبة كتاب الجمع اليه !! ومن آراء المفكر الأعسم المثيرة للجدل أن ابن سينا بدأ فارابيا ثم خالفه في التأويل فانتهى سينويا مشرقيا تفريقا عن فلسفة الفارابي المغربية (= فلسفة مدرسة بغداد)، وهنا يظهر الغزالي الذي يراه الأعسم سينويا في صلب فلسفته مع أنه انتقد وناقض ابن سينا فارابيا ولكنه تابعه في فلسفته المشرقية. والأعسم يحدد موقف ابن رشد من الفارابية والسينوية فيراه فارابيا خالصا في المنهج، وأنه رد على ابن سينا حيثما خالف الفارابي، ونقض أقوال الغزالي حيثما وجده يخالف السياق الأرسطوطاليسي العام. لذلك، يرى الأعسم أن ابن رشد لم يكن أمينا على أرسطوطاليس فحسب، بل انه التزم بمنهج التفسير الفارابي وتأويله!
إن علاقات الأعسم مع الفلاسفة العرب المعاصرين واسعة في الأنشطة، وضخمة في تكوين اتجاه جديد لآرائه في مستقبل الفلسفة في العالم العربي. وبناء عليه، ُقـّيم كواحد من المفكرين العرب الموصوفين بالفكر التنويري الحر. ويُذكر منهم على سبيل المثال حسن حنفي وزينب الخضيري ومصطفى النشار ومصطفى لبيب عبد الغني (مصر)، محمد المصباحي، وطه عبد الرحمن (المغرب)، فتحي التريكي، وعبد القادر بشتة، وعبد الرحمن التليلي (تونس)، أحمد ماضي، وهشام غصيب (الأردن)، ماجد فخري، وناصيف نصار، وعلي زيعور (لبنان) وأدونيس (علي أحمد سعيد) وأحمد برقاوي ويوسف سلامة (سورية) وعبد الرحمن بدوي، وعلى سامي النشار، وأميرة حلمي مطر.
لقد كان يُخطط لنشر كتب عن سيرته الفلسفية، وفلسفته الخاصة، وسيرته السياسية (1958 – 2003) التي توضّح الموقف الأيديولوجي الذي اعتقده لزمان طويل وكيف اكتشف مؤخراً بأن الفكر الفلسفي العربي قد زيّف وانتحل خلال منحنيات الفكر السياسي المعاصر في العالم العربي.
وأخيرا، فإنه استطاع أن يؤسس الاتحاد الفلسفي العربي ويرأسه في دورته الأولى 2001-2004، وقد انتخب في المؤتمر الفلسفي العربي الخامس في 16 كانون أول 2004  في طرابلس (لبنان) من قبل الجمعية العمومية للاتحاد، الرئيس الفخري للاتحاد الفلسفي العربي مدى الحياة.

## أعماله
- تاريخ ابن الراوندي
- مكانة العقل في الفكر العربي
- أبو حيان التوحيدي.. كتاب المقابسات
- مقاربات فلسفية في تشريح العقل عند العرب
- الفيلسوف الغزالي: إعادة تقويم لمنحنى تطوره الروحي
- رسائل منطقية للفلاسفة العرب
- المصطلح الفلسفي عند العرب
- ابن رشد وفلسفتة بين التراث

## روابط خارجية
- الموقع الرسمي الدكتور عبد الأمير الأعسم .